# A Japanese Nightingale
A Japanese Nightingale er en amerikansk stumfilm fra 1918 af George Fitzmaurice.

## Medvirkende
- Fannie Ward som Yuki
- W.E. Lawrence som John Bigelow
- Yukio Aoyama